# فريدريك بولسين
فريدريك بولسين (بالألمانية: Friedrich Paulsen)‏ هو فيلسوف ألماني، ولد في 16 يوليو 1846 في Langenhorn (Nordfriesland) ‏ في ألمانيا، وتوفي في 14 أغسطس 1908 في برلين شتجليتز في ألمانيا.